# Межлумов, Оник Арсеньевич
Оник (Оника) Арсеньевич Межлу́мов  (1902 — 1976) — советский нефтяник и изобретатель.

## Биография
Родился 11 (24 июля) 1902 года в Мирикенде (ныне Азербайджан). Внёс вклад в разработку и освоение Шкаповского месторождения, внедрения двухствольного бурения и крупноблочной обвязки нефтяных скважин, что позволило в кратчайшие сроки ввести в разработку Шкаповское нефтяное месторождение, обеспечило высокую производительность труда при наименьшей численности персонала. Эта технология бурения внедрена на всех месторождениях НГДУ «Аксаковнефть».
Имеет авторские свидетельства на изобретения.
Умер 26 января 1976 года в Москве.

## Трудовая биография
- 1920—1942 — трудится на нефтепромыслах Баку электромонтером, техником-электриком, инженером-электриком, помощником директора, главным механиком, директором конторы бурения, начальником трубной базы треста «Карадагнефть», главным механиком.
- 1942—1944 — главный механик, директор конторы бурения БЗНР (Ишимбай);
- 1944—1955 — директор конторы бурения, управляющий трестом «Дагнефтеразведка» (Махачкала);
- 1955—1964 — начальник НГДУ «Аксаковнефть»;
- 1964—1972 — директор института «Гипротюменнефтегаз» (Тюмень);
- 1972—1976 — руководитель группы ВНИИОЭНГ (Москва).

## Награды и премии
- два ордена Ленина (1947, 1953)
- три ордена Трудового Красного Знамени (1951, 1959, 1966)
- орден «Знак Почёта» (1944)
- медали.
- Сталинская премия третьей степени (1951) — за разработку и внедрение двухствольного бурения нефтяных и газовых скважин
- заслуженный нефтяник БАССР
- Почётный нефтяник СССР

## Память
в городе Избербаш в Дагестан есть улица Межлумова Оника Арсеньевича.

## Образование
- 1932 — Азербайджанский нефтяной институт (инженер-нефтяник).